# Henryk Wawrowski
Henryk Wawrowski (* 25. září 1949, Štětín) je bývalý polský fotbalista, obránce.

## Fotbalová kariéra
Začínal v týmu Arkonia Szczecin. V polské nejvyšší soutěži hrál za týmy Gwardia Varšava a Pogoń Szczecin. Dále hrál v řecké lize za Iraklis Soluň a v dánské lize za Esbjerg fB. Za reprezentaci Polska nastoupil v letech 1974-1978 ve 25 utkáních. V roce 1976 byl členem stříbrného polského týmu na olympiádě, nastoupil v 5 utkáních.

## Ligová bilance
| Ročník                     | Zápasy | Góly | Klub             |
| -------------------------- | ------ | ---- | ---------------- |
| 2. polská liga 1968/69     | -      | -    | Arkonia Szczecin |
| 2. polská liga 1969/70     | -      | -    | Arkonia Szczecin |
| Ekstraklasa 1970/71        | 17     | 3    | Gwardia Varšava  |
| Ekstraklasa 1971/72        | 5      | 0    | Gwardia Varšava  |
| Ekstraklasa 1971/72        | 13     | 0    | Pogoń Szczecin   |
| Ekstraklasa 1972/73        | 26     | 2    | Pogoń Szczecin   |
| Ekstraklasa 1973/74        | 30     | 3    | Pogoń Szczecin   |
| Ekstraklasa 1974/75        | 30     | 2    | Pogoń Szczecin   |
| Ekstraklasa 1975/76        | 30     | 0    | Pogoń Szczecin   |
| Ekstraklasa 1976/77        | 30     | 0    | Pogoń Szczecin   |
| Ekstraklasa 1977/78        | 26     | 0    | Pogoń Szczecin   |
| Ekstraklasa 1978/79        | 25     | 0    | Pogoń Szczecin   |
| 2. polská liga 1979/80     | -      | -    | Pogoń Szczecin   |
| Řecká Superliga 1979/80    | 24     | 1    | Iraklis Soluň    |
| Řecká první divize 1980/81 | -      | -    | Iraklis Soluň    |
| 2. polská liga 1982/83     | -      | -    | Arkonia Szczecin |
| Superligaen 1983           | 26     | 2    | Esbjerg fB       |
| CELKEM 1. liga             | 282    | 13   |                  |